# Aprostocetus hians
Aprostocetus hians är en stekelart som beskrevs av Graham 1983. Aprostocetus hians ingår i släktet Aprostocetus och familjen finglanssteklar.
Artens utbredningsområde är Madeira. Inga underarter finns listade i Catalogue of Life.